# Тайські народи

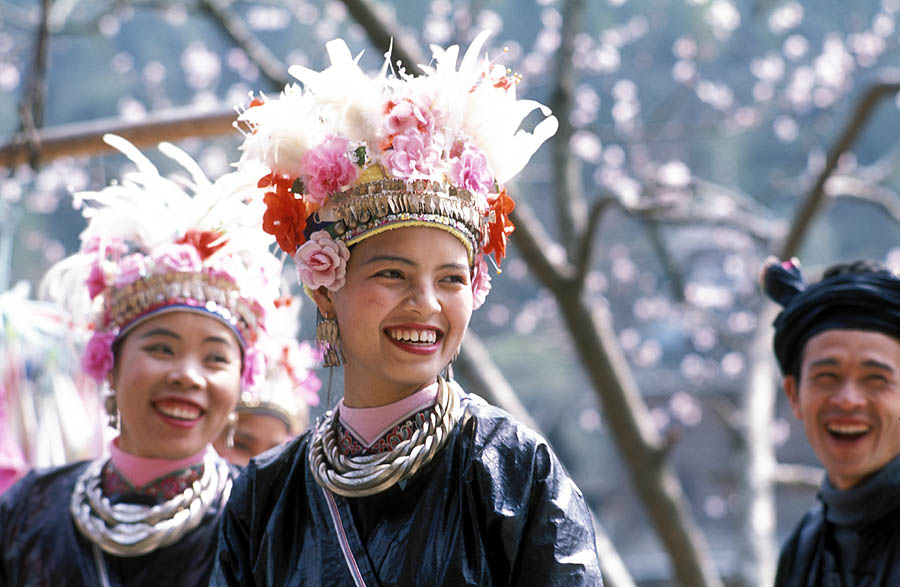
Жінки тайського народу дун

Таї — група народів, які говорять тайськими мовами. Розселені в південному Китаї, країнах Індокитаю і північно-східній Індії. До числа тайських народів входять: сіамці (кхон-таї), чжуани, лаосці, буї, шани, дун, тай, тхай, нунг, лі. Ряд нечислених народів: тхай неа, тхай чорні, тхай білі, футхай, юань, тхо, каолан, нянг та ін.), які живуть у північних районах В'єтнаму, Таїланду і М'янми, а також у Лаосі, іноді об'єднуються під назвою «гірські таї». На північному сході Індії до числа тайських народів також належать кхамті.